# Homogenost
Homogenost označava istovrsnost (jednolikost) nekoga svojstva (obilježja) unutar promatranog objekta, sustava, skupa, područja itd. Pojam ima široku i raznoliku primjenu, u kojoj mu značenje varira od potpune jednoobraznosti (npr. fizika, matematika) do relativno visokog stupnja sličnosti (npr. sociologija, biologija).
U fizici se pojam homogenost koristi kod opisa različitih svojstava:
Homogeno tijelo je tijelo kojemu je gustoća jednaka u svakoj točki (u svakom dijelu volumena). Tijelo može biti homogeno i u pogledu nekog drugog svojstva, ali to svojstvo treba eksplicitno precizirati nazivom. Ako se samo kaže da je tijelo homogeno, misli se na gustoću odnosno ujednačeni raspored mase u tijelu.
Homogeno polje je polje sile koje u svakoj točki promatranoga dijela prostora ima isti iznos i smjer. Primjerice, ako neko tijelo premještamo u homogenom gravitacijskom polju, ono će na svakom mjestu imati istu težinu (na njega će djelovati jednake gravitacijske sile, na paralelnim pravcima i u istom smjeru).
Homogenost prostora (vremena) označava da se premještanjem u drugu točku prostora (u drugi trenutak vremena) njihova svostva ne mijenjaju, pa će fizikalni zakoni imati isti oblik i nakon premještanja. U klasičnoj mehanici se pokazuje da se zakon o očuvanju količine gibanja (zakon o očuvanju energije) može izvesti iz svojstva homogenosti prostora (vremena).